# Macdunnoa brunnea
Macdunnoa brunnea är en dagsländeart som beskrevs av Seville Flowers 1982. Macdunnoa brunnea ingår i släktet Macdunnoa och familjen forsdagsländor. Inga underarter finns listade i Catalogue of Life.